# بوابة بلدور
بوابة بلدور (بالإنجليزية: Baldur's Gate)‏ هي لعبة فيديو صدرت في 21 ديسمبر 1998، وهي متوفرة على أجهزة ويندوز وماك أو إس وجنو/لينكس. اللعبة من تطوير بايوير ومن نشر إنتربلاي إنترتينمينت.

## روابط خارجية
- بوابة بلدور على موقع IMDb (الإنجليزية)